# 수오무스얘르비 문화

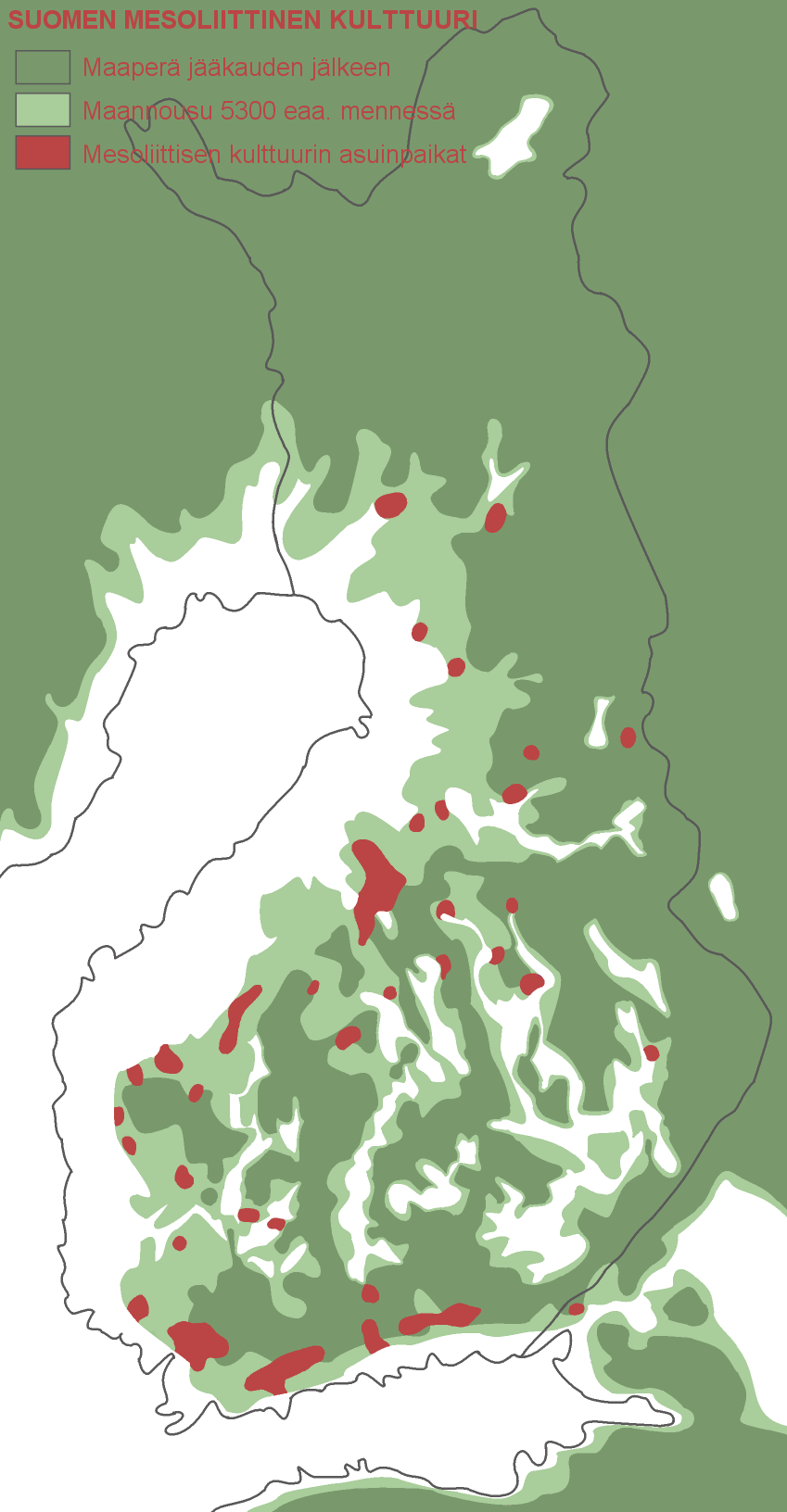
중석기 시대 핀란드의 호안선과 거주지들(빨간색).

수오무스얘르비 문화(핀란드어: Suomusjärven kulttuuri 수오무섀르벤 쿨투리[*])는 오늘날의 핀란드 지역에서 출현한 중석기 문화다. 기원전 8700년에서 기원전 5100년 사이에 해당한다. 오늘날의 러시아 또는 발트 지방에서 핀란드로 사람들이 유입되었다. 수렵과 어로, 나무열매 및 버섯의 채집을 생계수단으로 삼는 수렵채집문화였다. 사냥감으로는 사슴, 비버, 물개가 가장 흔했다. 가축은 아직 개만 길들인 단계였다. 이 당시에는 빙하가 덜 녹아서 육지가 융기하지 않았기 때문에 발트해가 거대한 호수(안퀼루스호)였고, 핀란드 지역의 호안선은 지금의 해안선보다 동쪽으로 20킬로미터 후퇴한 지점에 형성되었다. 수오무스얘르비 문화의 중석기인 거주지는 안퀼루스호 호반지역에 형성되었다.
수오무스얘르비 중석기인들은 정주하지 않고 사냥감을 쫓아 이동하며 살았으며, 인구는 수천에서 수만 명 정도였다. 이들은 현재 핀란드의 주류 민족인 핀인의 직계 조상은 아니다. 핀인의 조상인 발트핀족은 청동기 시대인 기원전 800년경에, 사미족의 조상들은 신석기 시대인 기원전 1500년경에 핀란드 땅에 유입되었다.
주로 발견되는 유물로는 그물추, 동물 두상, 돌창촉, 잔석기 등이 있다. 목기와 골각기는 발견된 것이 없는데, 있었지만 다 썩어서 없어졌을 것으로 생각된다.